# 8776 Campestris
8776 Campestris là một tiểu hành tinh vành đai chính với cận điểm quỹ đạo là 2.12574339 AU. Nó có độ lệch tâm quỹ đạo là 0.208848 và chu kỳ quỹ đạo là 1608.6994893 ngày (4.40 năm).
Cahill có vận tốc quỹ đạo trung bình là 18,17325668 km/s và độ nghiêng quỹ đạo 3,44521°.
Nó được phát hiện ngày 16 tháng 10 năm 1977 bởi Cornelis Johannes van Houten, Ingrid van Houten-Groeneveld và Tom Gehrels.
Tên tiểu hành tinh này được theo tên khoa học của loài chim anthus campestris.